# 山本沙羅
山本沙罗（日语：／ Yamamoto Sara，1995年1月11日—）生于和歌山县，是一名日本女子柔道运动员，主攻78公斤以上级。她8岁时在和柔会道场开始练习柔道。2013年进入大阪体育大学，2017年毕业后加入Miki House俱乐部。2018年开始成为福井县体育协会的成员。